# Pusionella rapulum
Pusionella rapulum é uma espécie de gastrópode do gênero Pusionella, pertencente a família Clavatulidae.